# LIG그룹
LIG그룹은 1999년 LG그룹에서 분리된 LG화재해상보험(현 KB손해보험)이 모태이다. 지주회사인 (주)LIG를 중심으로 3개 사업영역인 방위산업, IT, 서비스 부문에 총 6개의 주력 계열사를 산하에 두고 있다. 비전은 ‘기술을 기반으로 지속적인 혁신을 추구하는 기업’이며 핵심가치는 ‘개방’과 ‘긍정’, 슬로건은 'Leading Innovation Group'이다.
원래 LIG의 I가 보험(Insurance)을 뜻하는 의미도 있고 LG화재보험이 모태였지만 현재는 생명보험(현 DGB생명), 손해보험(현 KB손해보험) 모두 타사로 매각하여 회사 명칭과 달리 보험업 계열사는 없다. LIG그룹의 주력 계열사는 LIG넥스원이다. 2020년 기준, 방위산업 위주로 운영을 하게 된 이후로 'Leading Innovation Group'이라는 슬로건으로 변경하기 위해 상표 변경을 올려둔 상태이다.

## 계열사
LIG그룹은 3개 영역에 4개 주력계열사를 산하에 두고 있다.

### 방위산업
- LIG넥스원

### 서비스
- (주)LIG
- 휴세코
- LIG홈앤밀

### IT
- LIG시스템
- 이노와이어리스
- 소프트원

## 이전 계열사
- LIG손해보험 (현 KB손해보험)
- LIG생명보험 (현 iM라이프)
- LIG건설 (현 건영)
- LIG투자증권 (현 케이프투자증권)